# Segula Technologies
Segula Technologies är ett globalt, familjeägt, teknikkonsultbolag med huvudkontor i Paris i Frankrike, som startade 1985. Segula Technologies group hade 2018 cirka 12 000 anställda, varav cirka 7 000 i Frankrike. Gruppen finns representerad i 31 länder (däribland Frankrike, Spanien, Italien, Portugal, Tyskland, Nederländerna, Sverige, Storbritannien, Ryssland, Slovakien, Rumänien, Tunisien, Marocko, USA, Mexiko, Brasilien, Argentina, Indien, Belgien, Kina, Ungern, Schweiz, Japan). 
Huvudkunderna är Renault, PSA Peugeot Citroën och Volvo Group. Utöver dessa finns drygt 300 aktiva andra samarbeten.
Segula Technologies viktigaste sektorer är fordons-, energi-, marin/offshore- och medicintekniska produkter. Segulas huvudsakliga kompetensområden finns inom produktutveckling och industriell utveckling, inklusive projektledning, mekanisk konstruktion, beräkning, simulering och validering kombinerat med en testanläggning.

## Verksamheten i Sverige
Segula Technologies finns representerat i Sverige under SEGULA Technologies AB, vilken formellt ligger under Segula Technologies International. 
SEGULA Technologies AB:s verksamhet i Göteborg startade 1984 under namnet Centaur, som var ett företag specialiserat på mekanisk konstruktion och provning för att stötta fordons- och kärnkraftsindustrin i Göteborgsområdet. Företaget utvecklades snabbt och blev en del av SEGULA Technologies Group 2006. Bolaget har därefter främst växt i Göteborgsområdet, inklusive Trollhättan, Jönköping och Skövde, till 220 personer i slutet på 2018.  Verksamheten i Göteborg arbetar bland annat med mekanisk provning, simulering, beräkning och validering i sitt testlaboratorium i Göteborgsområdet. 
I februari 2019 expanderade Segula Technologies AB med ett kontor i Stockholm.